# Schwarzach, Straubing-Bogen
Schwarzach là một đô thị trong huyện Straubing-Bogen bang Bayern, Đức.